# Хабибрахманова, Анна Дмитриевна
Анна Дмитриевна Хабибрахманова (род. 5 марта 2004, Когалым, Ханты-Мансийский автономный округ — Югра) — российская волейболистка, либеро.

## Биография
Начала заниматься волейболом в московской СШОР № 65 «Ника». Первый тренер — В. Г. Лукашкин. В 2019 году была приглашена в Череповец и на протяжении трёх сезонов выступала за команды ВК «Северянка».
В 2022—2023 годах играла в Швейцарии за «Волеро» (Цюрих) — фарм-команду французского ВК «Волеро Ле-Канне». В 2023 году заключила контракт с московским «Динамо», а в 2025 перешла в «Заречье-Одинцово».
С 2019 года выступала за различные юниорские сборные России, с которыми в 2019 выиграла «бронзу» чемпионата Европы среди младших девушек, в 2020 — «золото» чемпионата Европы среди девушек, а в 2021 — «золото» чемпионата мира среди девушек. 

### Клубная карьера
- 2019—2021 —  «Северянка»-2 (Череповец) — высшая лига «Б»;
- 2021—2022 —  «Смена» (Череповец) — высшая лига «А»;
- 2022—2023 —  «Волеро» (Цюрих) — Лига «А» (Швейцария);
- 2023—2025 —  «Динамо» (Москва) — суперлига;
- с 2025 —  «Заречье-Одинцово» (Московская область) — суперлига.

## Достижения

### Со сборными России
- чемпионка мира среди девушек 2021.
- чемпионка Европы среди девушек 2020.
- бронзовый призёр чемпионата Европы среди младших девушек 2019.

### Клубные
- победитель розыгрыша Кубка России 2023.
- обладатель Суперкубка России 2023.